# Cordulegaster nobilis
Cordulegaster nobilis là loài chuồn chuồn trong họ Cordulegastridae. Loài này được Morton mô tả khoa học đầu tiên năm 1916.